# Arasluokta kapell
Arasluokta kapell är en kyrkobyggnad i Arasluokta, Jåhkågasska tjiellde i Jokkmokks kommun.
Kapellet är beläget vid Virihaure i Padjelanta nationalpark och invigdes 1993. Byggnaden var ritad av Roger Kvickström. En intilliggande kyrkkåta byggd av Paulus Utsi 1944 förstördes av snötryck och återuppbyggdes 1960.